# Papier metalizowany
Papier metalizowany – papier o gramaturze większej niż 60 g/m² oraz tektury, z jednostronną warstwą metaliczną (srebrną lub złotą), powlekane, polerowane na gorąco. Są one przeznaczone do druków wysokiej jakości. Występują też jako papiery samoprzylepne. 